# Engenharia de transportes
Engenharia de transportes é um dos ramos da engenharia concernente a transportes, como por exemplo construção, manutenção, gestão e operação de redes rodoferroviárias, portos, aeroportos, pontes, rodovias, hidrovias, além de logística.

## Competências
Os engenheiros de transportes são os responsáveis por projetos viários, além de estudos de tráfego com vistas a otimização da capacidade de tráfego, visando reduzir congestionamentos. São habilidades do Engenheiro de Transportes:
- Realizar projetos viários em geral
- Realizar estudos de tráfego
- Realizar planos estratégicos de logística e transporte
- Estabelecer políticas tarifárias de sistemas
- Realizar estudos para o planejamento urbano dos transportes de cidades
- Avaliar a demanda por transporte
- Estabelecer intervalos de provimento de serviço para sistemas de transportes (rodoviários, ferroviário, portuário, aeroportuário)
- Avaliar, diagnosticar e implantar medidas para aumento da segurança no trânsito.
- Acompanhar a realização de obras de transporte
- Estabelecer novas formas de mobilidade urbana

É considerado Engenheiro de Transportes aquele que tem graduação em Engenharia de Transportes ou graduação em Engenharia e mestrado na área. Diversos profissionais podem trabalhar nesta área da Engenharia, são eles: arquitetos urbanistas, geógrafos, economistas, administradores, matemáticos, físicos, tecnólogos em logística.

## Formação
No Brasil, a maior parte da formação em Engenharia de Transportes começou como um enfoque do curso de Engenharia Civil. Devido a crescente demanda de mercado, algumas universidades e centros de tecnologia do país abriram vagas para a graduação plena em Engenharia de Transportes. Destacam-se, entre as instituições que oferecem o curso de graduação em Engenharia de Transportes o Instituto Federal de Educação, Ciência e Tecnologia de Goiás, CEFET-MG, a Universidade Federal de Mato Grosso,a Universidade Federal de Goiás, a Universidade Federal de Santa Catarina, a Universidade Federal de Santa Maria e a Unicamp
Relacionado à engenharia de transportes, existem também cursos de nível médio (ensino técnico) em transportes urbanos (ou técnico em trânsito, como denomina o CEFET-MG) e em estradas (técnico e graduação tecnológica).
- UFG
- IFG
- UFMT
- UFSC
- UFSM
- UNICAMP
- CEFET-MG
- Instituto Superior de Transportes e Comunicações - Moçambique
- UNIFEI